# Kernenergiecentrale Onagawa
De kerncentrale Onagawa (Japans: 女川原子力発電所, Onagawa genshiryoku hatsudensho) is een Japanse kernenergiecentrale die zich op het grondgebied bevindt van de gemeente Onagawa en de stad Ishinomaki in de prefectuur Miyagi.
De centrale beschikt over drie kokendwaterreactoren met een totaal vermogen van 2174 MW. De reactor Onagawa-3 is de modernste reactor in Japan. Alle reactoren zijn gebouwd door Toshiba.
| Reactor     | Type | Inbedrijfname   | Vermogen |
| ----------- | ---- | --------------- | -------- |
| Onagawa - 1 | BWR  | 1 juni 1984     | 524 MW   |
| Onagawa - 2 | BWR  | 28 juli 1995    | 825 MW   |
| Onagawa - 3 | BWR  | 30 januari 2002 | 825 MW   |

## Unit 1
Deze reactor is sinds 11 november 2006 buiten bedrijf naar aanleiding van een test.

## Unit 2
In mei 2006 werd bekend dat een leiding lekte. In juni 2006 werden meer inspecties verricht naar aanleiding van problemen met de druk. In juli 2007 rapporteerden het ministerie van econmische zaken, handel en industrie (METI) en de Nuclear and Industrial Safety Agency dat de prestaties van deze reactor onvoldoende waren.

## Unit 3
Op 7 juli 2006 werd de reactor uitgeschakeld in verband met mogelijke problemen met het leidingwerk. Na reparaties werd de reactor weer opgestart op 25 november 2006.

## Brand
Als gevolg van de Zeebeving voor de kust op 11 maart 2011 ontstond brand in het turbinegebouw van de centrale. Uit voorzorg werd de nucleaire noodtoestand uitgeroepen, al is er volgens de autoriteiten geen straling vrijgekomen.
Het Internationaal Atoomenergie Agentschap in Wenen meldde dat de vier kerncentrales in Miyagi en Fukushima die het dichtst bij het epicentrum van de aardbeving liggen allemaal op veilige wijze zijn stilgelegd.
Fugen ·
Fukushima I ·
Fukushima II ·
Genkai ·
Hamaoka ·
Higashidōri ·
Ikata ·
JPDR ·
Kashiwazaki-Kariwa ·
Mihama ·
Monju ·
Oi ·
Oma ·
Onagawa ·
Sendai ·
Shika ·
Shimane ·
Takahama ·
Tokai ·
Tomari ·
Tsuruga